# Le pavillon d'Armide
Le pavillon d'Armide (Russisch: Павильон Армиды, Pavilon Armidy) is een romantisch ballet in één bedrijf. Michel Fokine choreografeerde het stuk op muziek van Nikolai Tsjerepnin voor de Ballets Russes. Le pavillon d'Armide ging in première op 25 november 1907 in the Mariinskitheater te Sint-Petersburg. Anna Pavlova, Vaslav Nijinsky en Pavel Gerdt dansten toen in de hoofdrollen. In 1909 kreeg het stuk zijn Parijse première.

## Verhaal
Frankrijk in de 18e eeuw. De jonge burggraaf René de Beaugency zoekt tijdens een storm zijn toevlucht in het kasteel van markies de Fierbois. De markies is echter een oude tovenaar en betovert hem. René brengt de nacht door in een vleugel van het kasteel, het "paviljoen van Armide". Op een wandtapijt in het paviljoen is de Saraceense tovenares Armide met haar entourage afgebeeld. Onder die voorstelling valt René in slaap. In zijn droom komt de bekleding tot leven. De heks Armide en haar gevolg voeren een reeks dansen uit. In zijn droom wordt René verliefd op Armide. Zij biedt hem haar sjaal aan als teken van haar liefde. Wanneer René wakker wordt, ontdekt hij dat hij de sjaal echt in handen heeft, en dat die niet meer op het wandtapijt voorkomt. Radeloos valt hij neer.

## Choreografie
Le pavillon d'Armide was het eerste ballet van choreograaf Michel Fokine voor de Ballets Russes. Fokine hield zich bij het ontwerpen aan enkele principes die overeenkwamen met zijn visie op het hervormen van ballet. De gebaldheid en eenheid van de actie staan daarbij centraal. Le pavillon werd zo een van de eerste korte balletten, bestaande uit een enkele handeling. Deze formule typeerde ook latere commerciële en kritische successen van de Ballets Russes.
Verder was Fokine begaan met een effectieve evocatie van de historische periode die wordt uitgebeeld. In eerdere balletten was het narratief vaak een voorwendsel om formele dans op te voeren. Zo verbindt Doornroosje, dat zich ook in het 17e-eeuwse Frankrijk afspeelt, de choreografische elementen niet aan die context. Voor Le pavillon bestudeerde Fokine echter de geschiedenis van dans. Bij het corps de ballet in het bijzonder zorgde hij voor specifieke verwijzingen.

## Kostuums en decor
Russisch kunstenaar Alexandre Benois ontwierp de kostuums en sets voor Le pavillon d'Armide. Hij werkte nauw samen met choreograaf Michel Fokine om de setting weer te geven. Het verhaal vindt plaats in het 18e-eeuwse Frankrijk. De droom van burggraaf René (tweede scène) toont echter een setting in de 17e eeuw. Benois bestudeerde voor zijn bijdrage ontwerpen voor danskostuums uit de periode, gemaakt door Jean Berain en Henri de Gissey. Fokine wou initieel dat de hoofdpersonages geen tutu droegen. De tutu komt er pas in de 19e eeuw en zou dus een evident anachronisme zijn. De uiteindelijke kostumering was een compromis met de heersende smaak en de noodzaak om de pointe-techniek van de dansers te laten zien.
Benois verbaasde de critici van zijn tijd door felle kleuren te gebruiken voor het decor en de kostumering. De kunstenaar ging met opzet in tegen een 17e en 18e eeuw gekenmerkt door pastelkleuren, een cliché uit de rococokunst dat ingang vond in balletten zoals Doornroosje. Benois baseerde zich voor zijn rebellie op de weelderige kleuren en het verguldsel in het Paleis van Versailles. Onder meer Robert de Montesquiou en Henri de Regnier onthaalden deze zet enthousiast.

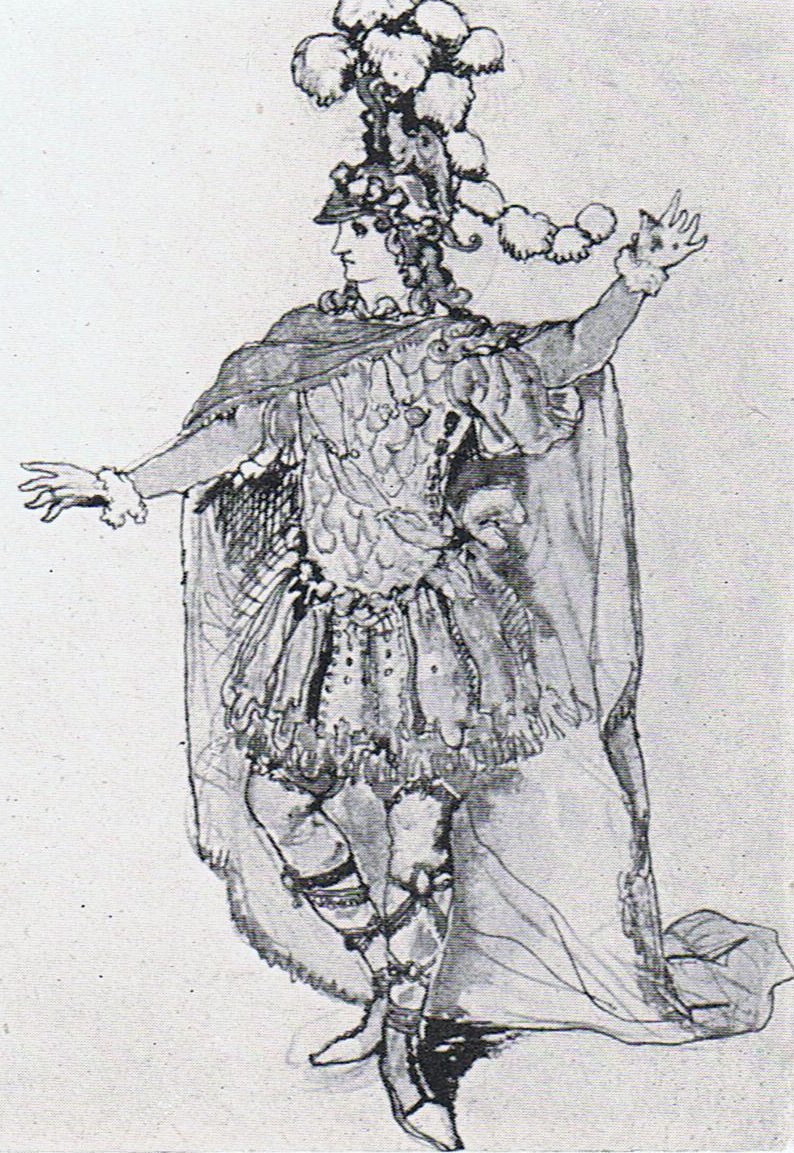
Burggraaf René tijdens zijn droom (Benois, 1907)
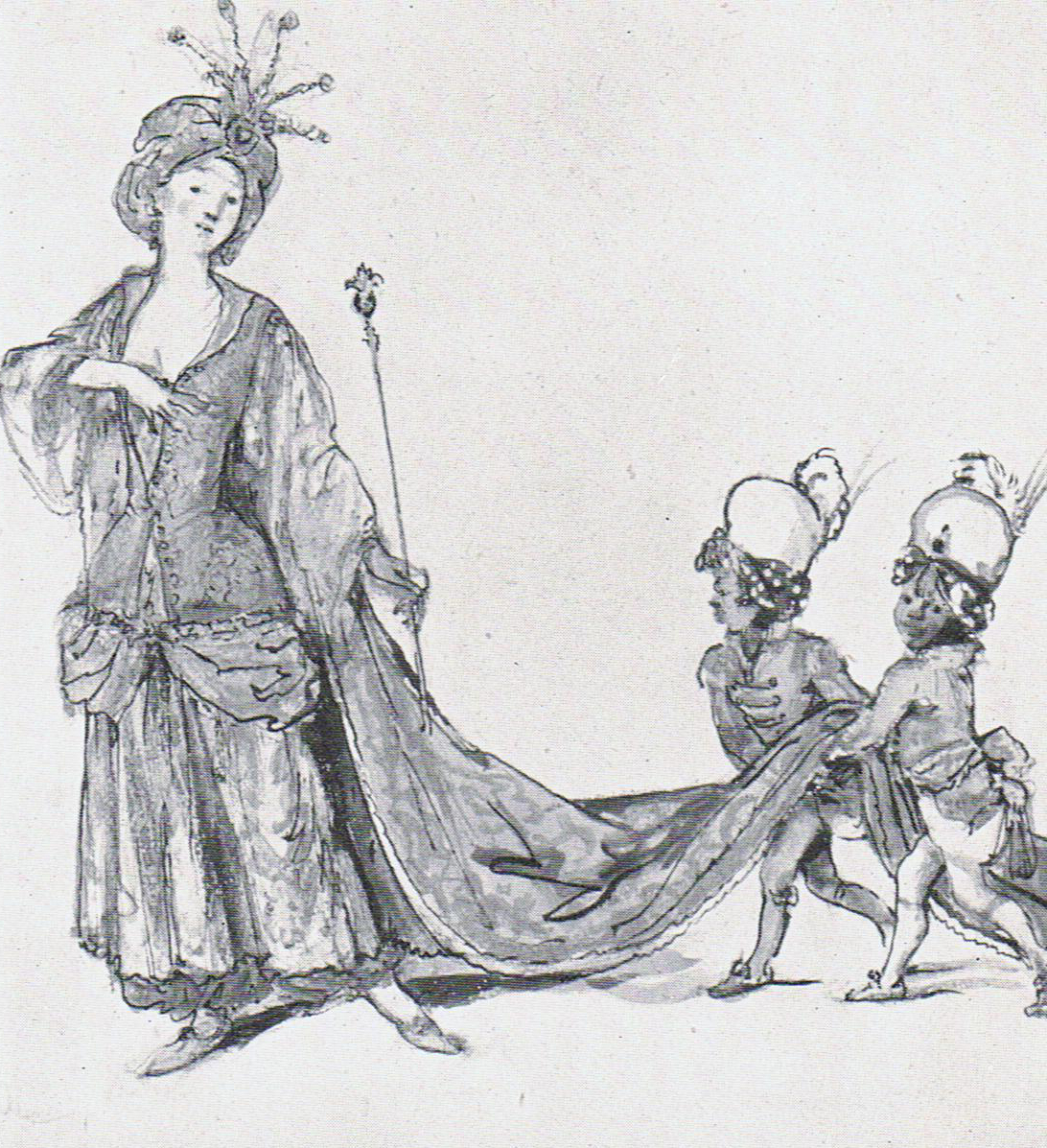
De Saraceense tovenares Armide (Benois, 1907)
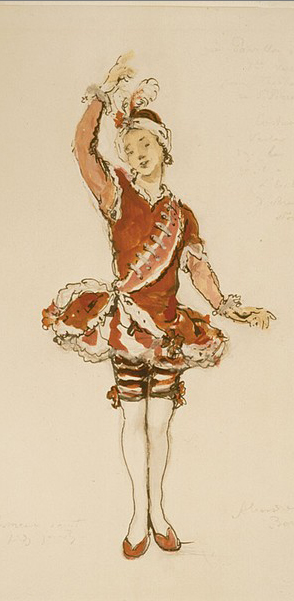
Armide's favoriete slaaf (Benois, 1907)
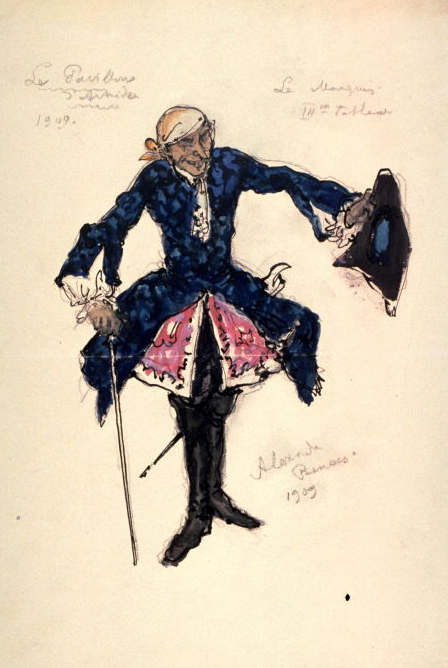
De markies in de tweede scène (Benois, 1907)

Het paleis van de markies is een compositie van barokke elementen die door 18e-eeuwse architecten gebruikt werden: klassieke urnen, putti, oeils-de-boeuf, gedrapeerde gordijnen en guirlandes van bloemen en fruit. Dit levert een contrast met de tweede scène, de droomtuin. De tuin van Armide wordt gekenmerkt door formele hagen zoals die te vinden zijn in het werk van de 17e-eeuwse tuin- en landschapsarchitect André le Nôtre. De stijlbreuk uit het decor werd door Benois doorgetrokken in de kostumering, zoals evident in de sterk verschillende outfits voor markies de Fierbois.

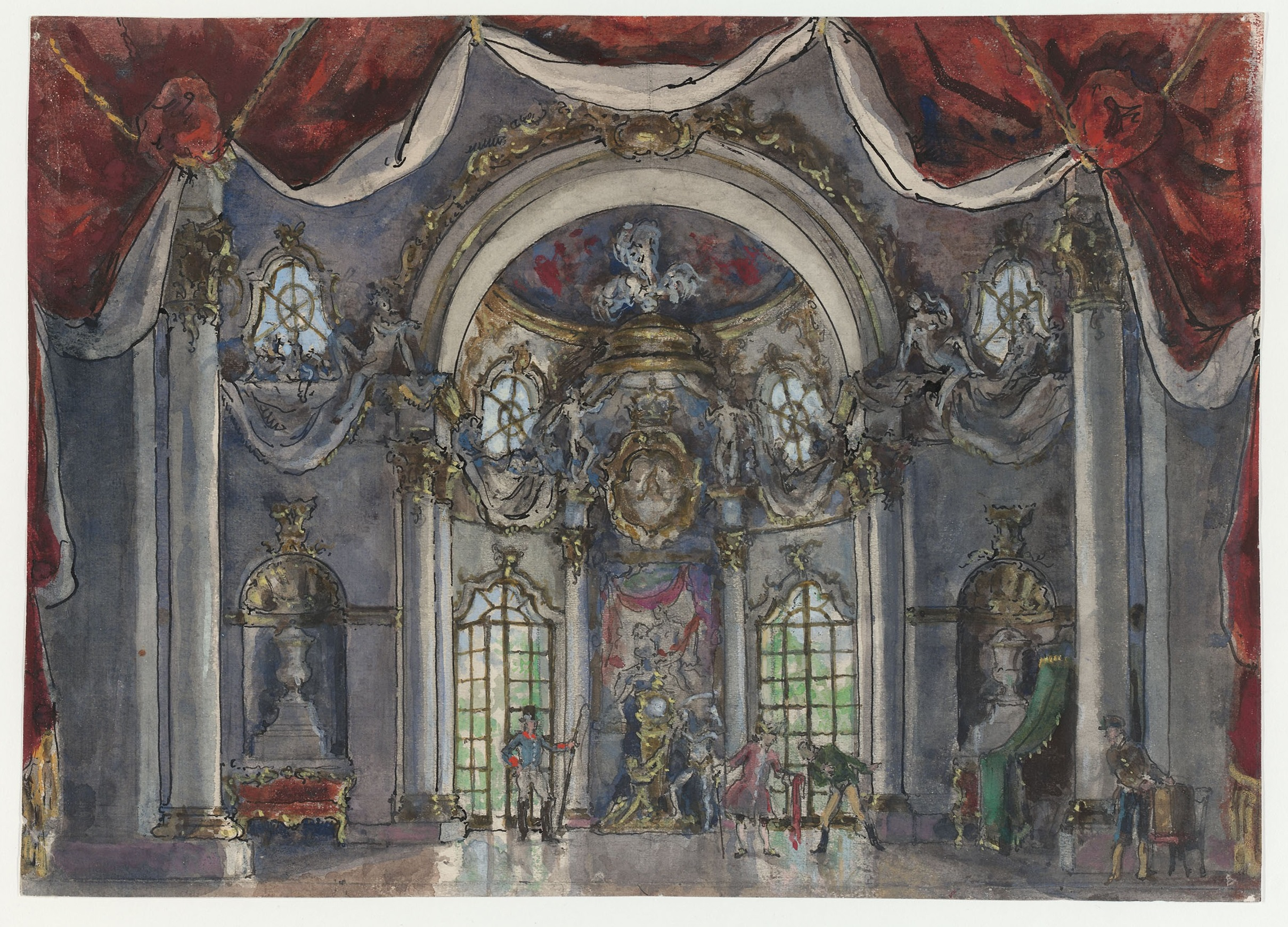
Paleis van de markies (Benois, 1907)
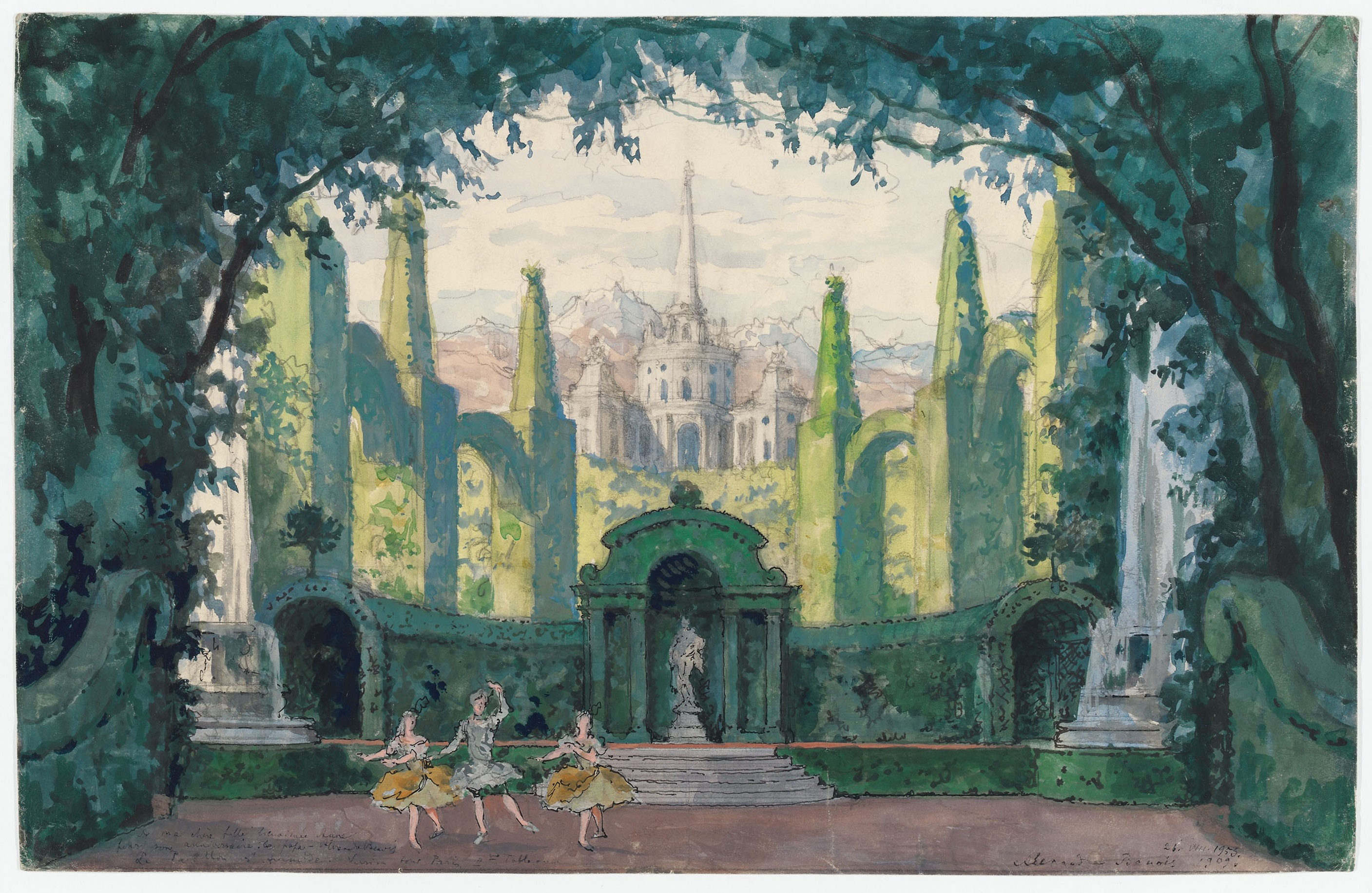
Droomtuin van Armide (Benois, 1907)
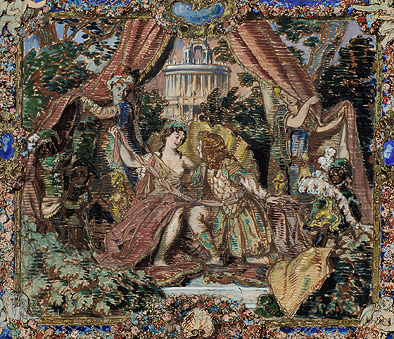
Wandtapijt met Armide (Benois, 1907)
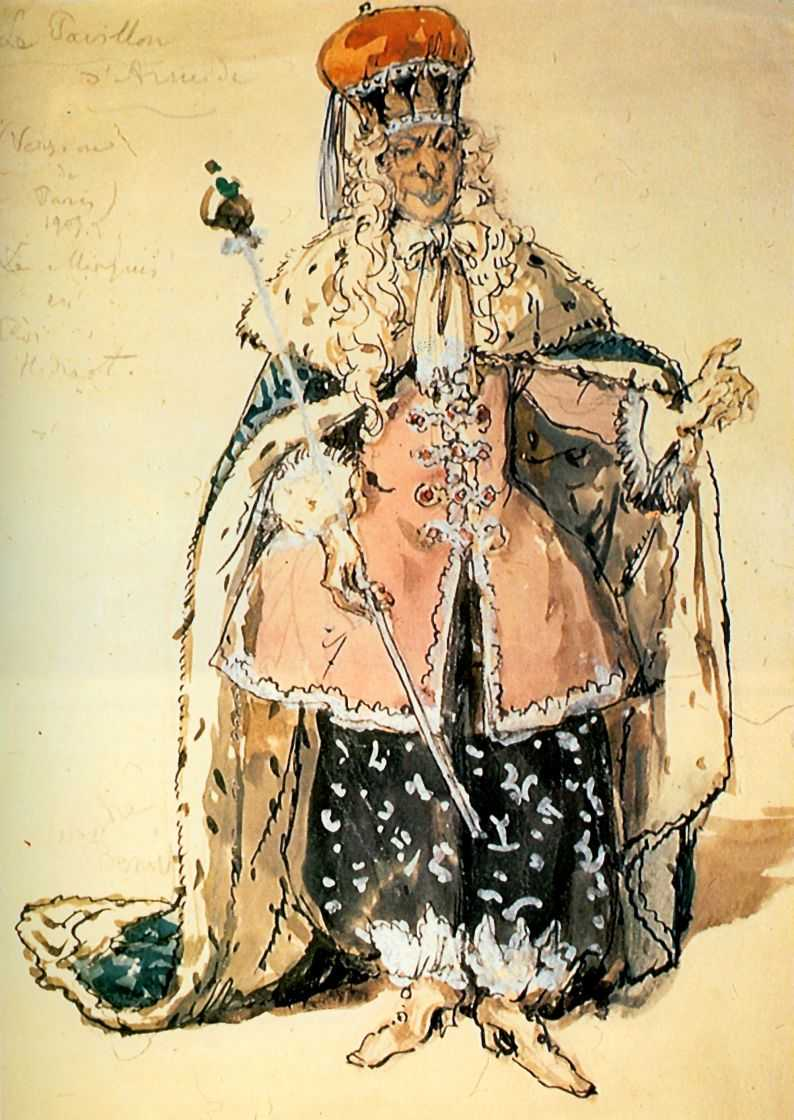
De markies in de eerste scène (Benois, 1907)

## Producties
De figuur van de Saraceense tovenares Armide, uit het 16e-eeuwse episch gedicht Jeruzalem verlost van Torquato Tasso, inspireerde talloze kunstenaars. Er is een rudimentaire versie van Le pavillon d'Armide aanwezig in de grand pas van het 19e-eeuwse ballet Paquita (1846). Le pavillon d'Armide sluit met zijn thema, geliefden die onoverkomelijk van elkaar gescheiden zijn, aan op de traditie van het romantisch ballet uit die periode. Alexandre Benois baseerde zich bij het schrijven van het libretto ook op de novelle Omphale van Théophile Gautier. Uit dit mythologisch verhaal van Herakles en Omphale haalde Benois het idee van een mannelijk protagonist die door de liefde van een vrouw van zijn kracht ontdaan is.
Op 25 november 1907 brachten de Ballets Russes het stuk in première in het Mariinskitheater te Sint-Petersburg. Ballerina Anna Pavlova danste als Armide. Pavel Gerdt had de rol van burgraaf René de Beaugency en Vaslav Nijinsky was Armides favoriete slaaf. Aanvankelijk zou Mathilde Ksjesinska, minnares van tsaar Nicolaas II, als Armide te zien zijn. Wanneer zij opstapte, ging Anna Pavlova tegen de autoriteiten in door de rol aan te nemen.
In 1909 bracht het balletgezelschap Le pavillon d'Armide naar Parijs. Op 19 mei werd het daar voor het eerst vertoond in het Théâtre du Châtelet. Vera Karalli nam toen de rol van Armide op. Mikhaïl Mordkin was te zien als René terwijl Nijinsky opnieuw danste als de slaaf. In 1912, bij de Londense première, interpreteerde ook ballerina Tamara Karsavina de rol van Armide.

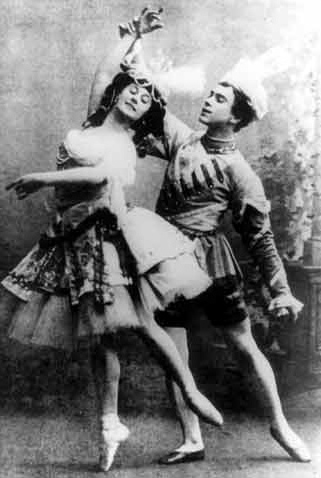
Anna Pavlova als Armide en Vaslav Nijinsky als haar slaaf (1909)
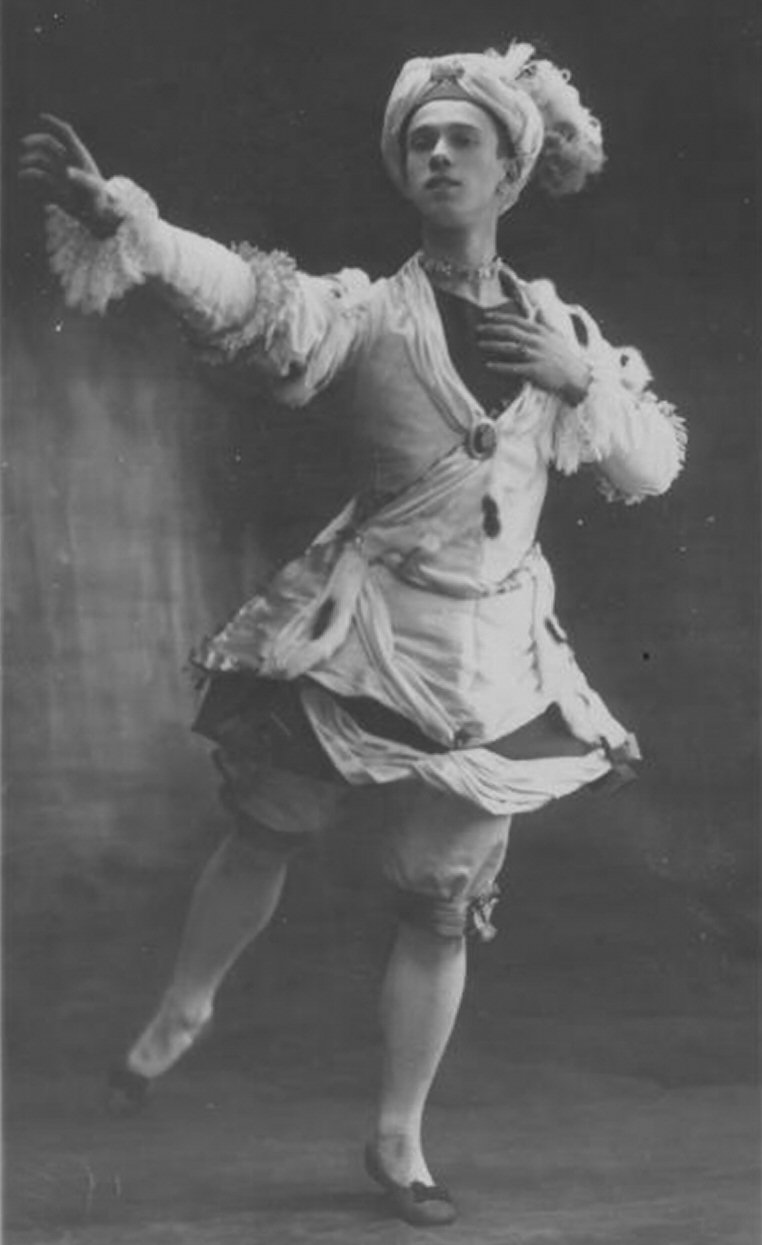
Vaslav Nijinsky als Armides slaaf (1909)
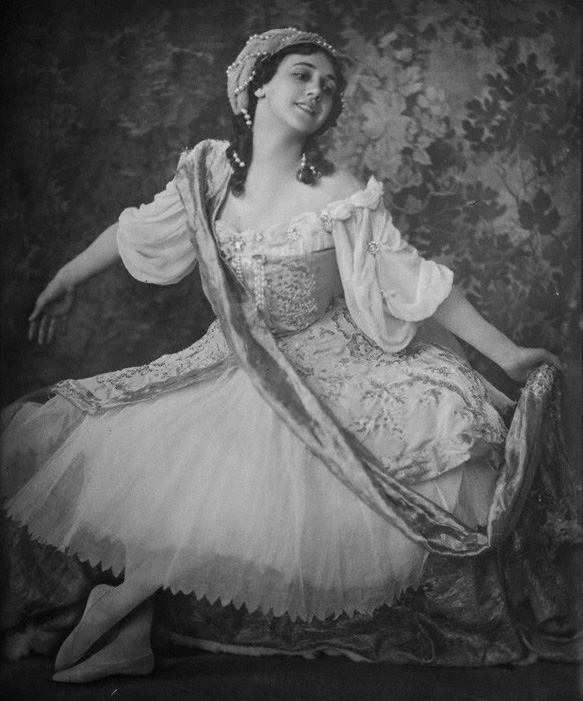
Tamara Karsavina als Armide (1912)